# 臺灣臺中地方法院
24°11′37″N 120°43′09″E / 24.193570°N 120.719029°E

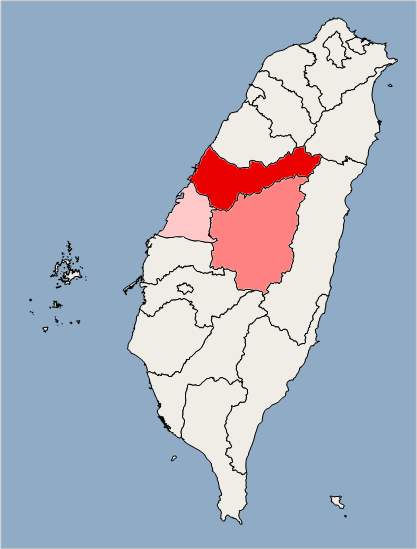
臺中地方法院管轄變動圖
■■■最晚自1920年~1968年
■■　1968年~1994年
■　　1994年至今

臺灣臺中地方法院，是中華民國的三級法院之一，位於台灣臺中市，屬於普通法院，通常又被簡稱為臺中地方法院、臺中地院或中院。

## 沿革
今日台中地方法院的前身可追溯至日治時期，1895年日本統治台灣後，開始著手將西方司法制度引入。原先係將包括今台中地區地處之台灣縣在內共三縣一廳之司法事務交由各該地方行政機關掌理，不久因台灣抗日活動日熾，日本政府宣布全島施行軍政，直到1896年3月31日軍政始行廢止。期間台灣總督府曾於1895年10月7日，以軍事命令發布「台灣總督府法院職制」，因統治者不願逕以「軍事法庭」為名，所以另外創設「法院」一詞以代日本本土慣用之「裁判所」以稱呼審判機關。依據該命令除設置總督法院外，另設11個支部，中部地區有彰化支部及埔里社支部，惟並無台中支部之設，按其地望，今台中地區應屬彰化支部所轄。
- 1896年台灣改行民政，發布律令第一號「台灣總督府法院條例」，設立13座地方法院，同年7月15日，台中地方法院即依該條例正式成立。

- 1897年，13座地方法院中的埔里社地方法院及彰化地方法院先後被廢止，該二院之相關案件併由本院管轄。

- 1898年7月19日總督府改正「臺灣總督府法院條例」後，廢止地方法院，改採二級二審制，全台地方法院僅餘本院及台北地方法院、台南地方法院三座。

- 1902年2月，台中地方法院自彰化廳彰化城總爺街移至台中城台中街內。

- 1904年3月，台灣總督府一度以府令將本院撤除，改為台北地方法院台中出張所，全台地方法院僅餘兩座，惟本院旋於1909年10月，又被以府令回復。

- 本院於日治時期管轄區域頗大，至1920年日本政府將台灣的行政區劃調整為五州二廳時，包括當時的台中州全部（今臺中市、彰化縣及南投縣等地區），惟比較當時的台北、台南二院，本院轄區仍相對較小，終日治全期，亦未曾設法院支部。

- 1945年，國府接收台灣，臺灣高等法院指派時任本院判官之饒維岳先生兼任代院長並辦理接收事宜；12月17日接收完畢，本院全稱被正式改為今名臺灣臺中地方法院，轄區與日治時期相同。

- 1950年10月15日，本院所轄行政區劃分為今臺中市、彰化縣及南投縣，惟本院轄區仍不變。

- 1960年1月22日，為因應彰化地區工商逐漸發展，成立臺中地方法院彰化庭。

- 1968年10月14日，本院轄區內成立彰化地方法院，彰化縣改隸新成立之法院。本院所轄僅餘今臺中市、南投縣。

- 1991年7月1日，成立臺中、豐原及南投3個普通庭與臺中、豐原、清水、南投及埔里5個簡易庭。

- 南投縣幅員廣大，是當時全台灣所轄面積最大的地方法院，為減輕民眾勞苦及因應司法院一縣市一法院的政策，1994年7月1日，本院轄區內成立南投地方法院，南投縣改隸新成立之法院。至此，本院之管轄僅餘今臺中市迄今。

## 歷任院長

### 日治時期
| 任次                                                         | 姓名       | 肖像 | 出身 | 就任時間 | 卸任時間 | 備註 |
| ------------------------------------------------------------ | ---------- | ---- | ---- | -------- | -------- | ---- |
| 1                                                            | 後藤松吉郎 |      |      | 1896年   | 1896年   |      |
| 2                                                            | 石部雄海   |      |      | 1896年   | 1897年   |      |
| 3                                                            | 加藤禮次郎 |      |      | 1897年   | 1899年   |      |
| 4                                                            | 牧山榮樹   |      |      | 1899年   | 1900年   |      |
| 5                                                            | 宇野美苗   |      |      | 1900年   | 1904年   |      |
| 1904年台中地方法院改為台北地方法院台中出張所，1909年恢復設立 |            |      |      |          |          |      |
| 6                                                            | 村上武八郎 |      | 兵庫 | 1909年   | 1912年   |      |
| 7                                                            | 渡邊啟太   |      | 愛媛 | 1912年   | 1916年   |      |
| 8                                                            | 藤井乾助   |      | 廣島 | 1916年   | 1917年   |      |
| 代理                                                         | 中上友三郎 |      | 福岡 | 1917年   | 1918年   |      |
| 9                                                            | 山田示元   |      | 廣島 | 1918年   | 1921年   |      |
| 10                                                           | 田中吉雄   |      | 島根 | 1921年   | 1924年   |      |
| 11                                                           | 大里武八郎 |      | 秋田 | 1924年   | 1931年   |      |
| 12                                                           | 上田貞藏   |      | 鳥取 | 1931年   | 1932年   |      |
| 13                                                           | 緒方清繼   |      | 熊本 | 1932年   | 1934年   |      |
| 14                                                           | 鰍澤榮三郎 |      | 長野 | 1932年   | 1935年   |      |
| 15                                                           | 緒方清繼   |      | 熊本 | 1935年   | 1939年   |      |
| 16                                                           | 犬飼吉備雄 |      | 東京 | 1939年   | 1945年   |      |

### 中華民國時期
| 任別     | 姓名     | 性別     | 出生年次 | 學歷                         | 經歷                             | 到任日期 | 卸任日期 |
| 歷任院長 | 歷任院長 | 歷任院長 | 歷任院長 | 歷任院長                     | 歷任院長                         | 歷任院長 | 歷任院長 |
| -------- | -------- | -------- | -------- | ---------------------------- | -------------------------------- | -------- | -------- |
| 1        | 饒維岳   | 男       | 民前9年  | 京都帝國大學畢業             |                                  | 34/12/17 | 35/12/4  |
| 2        | 池滮     | 男       | 民前5年  | 中央大學畢業                 | 曾任花蓮地院院長                 | 35/12/4  | 42/6/1   |
| 3        | 廖彥     | 男       | 民前16年 | 北京法政專門學校畢業         | 曾任臺北地院院長                 | 42/6/1   | 44/4/30  |
| 4        | 朱士烈   | 男       | 民國4年  | 武漢大學畢業                 | 曾任嘉義地院院長                 | 44/4/30  | 54/9/24  |
| 5        | 李慶鶴   | 男       | 民前4年  | 政治大學畢業                 | 曾任嘉義地院院長                 | 54/9/24  | 58/8/18  |
| 6        | 莊彭年   | 男       | 民國3年  | 上海法學院畢業               | 曾任臺南地院院長                 | 58/8/18  | 65/8/21  |
| 7        | 吳樹立   | 男       | 民國10年 | 英士大學畢業                 | 曾任高雄地院院長                 | 65/8/21  | 70/3/23  |
| 8        | 鍾艮樂   | 男       | 民國13年 | 英士大學畢業                 | 曾任彰化地院院長                 | 70/3/23  | 75/12/29 |
| 9        | 葛義才   | 男       | 民國17年 | 臺灣大學畢業                 | 曾任司法院廳長                   | 75/12/29 | 76/5/16  |
| 10       | 管國維   | 男       | 民國17年 | 臺灣大學畢業                 | 曾任司法院廳長                   | 76/5/16  | 79/3/8   |
| 11       | 黃金瑞   | 男       | 民國22年 | 臺灣大學畢業                 | 曾任新竹地院院長                 | 79/3/8   | 84/5/12  |
| 12       | 謝在全   | 男       | 民國33年 | 南美以美大學碩士             | 曾任司法院民事廳廳長             | 84/5/12  | 86/2/4   |
| 13       | 沈守敬   | 男       | 民國35年 | 輔仁大學畢業                 | 曾任司法院刑事廳廳長             | 86/3/11  | 87/3/27  |
| 14       | 蔡文貴   | 男       | 民國36年 | 臺灣大學畢業                 | 曾任嘉義地院院長                 | 87/3/27  | 88/11/3  |
| 15       | 林大洋   | 男       | 民國38年 | 臺灣大學畢業                 | 曾任雲林地院院長                 | 88/11/3  | 91/2/27  |
| 16       | 謝志嘉   | 男       | 民國22年 | 中央警官學校畢業             | 曾任臺灣高等法院花蓮分院院長     | 91/2/27  | 92/4/1   |
| 17       | 梁松雄   | 男       | 民國31年 | 哥德大學法學博士             | 曾任彰化地院院長                 | 92/4/1   | 93/3/11  |
| 18       | 蔡清遊   | 男       | 民國41年 | 中國文化大學博士             | 曾任司法院刑事廳廳長             | 93/3/11  | 94/10/31 |
| 19       | 翁慶珍   | 男       | 民國37年 | 中正大學法律學系碩士         | 曾任花蓮、雲林、台南地院院長     | 94/10/31 | 96/4/30  |
| 20       | 李彥文   | 男       | 民國42年 | 中興大學（今臺北大學）畢業   | 曾任司法院民事廳廳長             | 96/4/30  | 102/4/29 |
| 21       | 陳東誥   | 男       | 民國37年 | 臺灣大學畢業                 | 曾任最高法院法官                 | 102/4/29 | 104/8/24 |
| 22       | 江錫麟   | 男       | 民國45年 | 臺灣大學畢業                 | 曾任臺灣高等法院臺中分院行政庭長 | 104/8/24 | 110/8/23 |
| 23       | 邱志平   | 男       | 民國49年 | 中興大學畢業                 | 曾任臺灣彰化地方法院院長         | 110/8/23 | 114/4/10 |
| 24       | 王漢章   | 男       | 民國56年 | 國立臺東大學公共事務管理碩士 | 曾任臺灣苗栗地方法院院長         | 114/4/10 |          |

## 管轄區域
| 庭區       | 管轄區域 | 備註                                                                 |
| ---------- | --- | -------------------------------------------------------------------- |
| 臺中簡易庭 | 臺中市中區 臺中市東區 臺中市南區 臺中市西區 臺中市北區 臺中市北屯區 臺中市西屯區 臺中市南屯區 臺中市太平區 臺中市大里區 臺中市霧峰區 臺中市烏日區 | 簡易庭受理第一審民、刑事訴訟簡易事件及違反社會秩序維護法案件之審理。 |
| 豐原簡易庭 | 臺中市豐原區 臺中市潭子區 臺中市大雅區 臺中市神岡區 臺中市石岡區 臺中市新社區 臺中市東勢區 臺中市和平區                                           | 簡易庭受理第一審民、刑事訴訟簡易事件及違反社會秩序維護法案件之審理。 |
| 沙鹿簡易庭 | 臺中市后里區 臺中市外埔區 臺中市大甲區 臺中市大安區 臺中市清水區 臺中市梧棲區 臺中市沙鹿區 臺中市龍井區 臺中市大肚區                              | 簡易庭受理第一審民、刑事訴訟簡易事件及違反社會秩序維護法案件之審理。 |

## 組織
本院的組織系統分為審判系統、非訟事件系統、行政系統。

### 審判系統
大別可分為民事法庭、刑事法庭、少年法庭、行政訴訟法庭、民事執行處、公設辯護人
一、民事審判
通常訴訟事件及簡易訴訟事件，由一位法官獨立審理，重大、複雜、選舉訴訟及不服簡易判決而上訴之事件，由三位法官合議審理，以其中一位法官為審判長。
二、刑事審判
刑事案件之簡易審判、簡式審判程序由一位法官獨任審判，通常審判程序及不服刑事簡易裁判而上訴之案件由三位法官合議審理，以其中一位法官為審判長。
三、少年法庭
辦理少年事件、少年刑事案件及少年執行事件。
四、行政訴訟法庭
辦理行政訴訟簡易程序事件、交通裁決事件、行政訴訟強制執行事件、保全程序事件聲請、保全證據聲請及執行、簡易訴訟程序、交通裁決事件程序確定訴訟費用額事件、聲請返還提存物或保證書事件、聲請變換提存物或保證書事件。
五、民事執行處
於債權人取得民事確定判決、和解筆錄、調解筆錄、確定之支付命令等命債務人履行債務之執行名義後，向法院聲請強制執行，強制債務人履行債務或命為一定之行為或不行為。
六、公設辯護人
刑事案件，被告所犯為最輕本刑三年以上有期徒刑之罪，或因智能障礙無法為完全之陳述，於審判中未經選任辯護人者，審判長應指定公設辯護人為被告辯護；其他審判案件，低收入戶被告未選任辯護人而聲請指定或審判長認為必要者，亦應指定公設辯護人為被告辯護。

### 非訟事件系統
對於無訟爭性的案件，以非訟事件程序處理，以求迅速、經濟。本院設有非訟事件處理中心、公證處、提存所及登記處，辦理非訟事件。
一、非訟事件處理中心
對一般無訟爭性的事件，依聲請人之聲請，以書面審理，不經冗長的言詞辯論程序，以縮短處理的流程，維護當事人的權益，如支付命令、本票裁定、拍賣抵押物裁定、公示催告、返還擔保品、確定訴訟費用額、呈報清算人、延展清算完結、清算完結等，由於程序簡易、迅速，聲請以非訟事件程序處理者甚多。
二、公證處
公證是為保護私權由公證人證明特定的法律行為與私權事實的法律制度，具有堅強的證據力與執行力。公證業務，可分為公證與認證。本院公證處位於臺中市豐原區豐興路一段139號，並於沙鹿設有一個分處，由公證人定期前往服務，減少民眾的奔波之苦。公證業務除由法院設置公證處辦理公、認證外，另有民間公證人辦理公、認證業務，其收費標準及公、認證效果與法院的公證人相同。
三、提存所
提存所辦理的業務有（一）清償提存，（二）擔保提存，（三）取回提存，（四）領取提存。當債務人欲清償債務，而債權人受領遲延或因不可歸責於債務人之事由而不能確知何人為債權人時，債務人即得將其給付物提存，以了結其債務，這是清償提存。擔保提存，就是依據法院的裁判，提供一定的財產為擔保，以請求法院扣押債務人的財產，或禁止債務人為一定之行為，或就債務人的財產為強制執行。
四、登記處
登記處受理法人登記及夫妻財產制的契約登記。法人登記，包括財團法人、社團法人的設立、變更、廢止等登記。夫妻財產制契約登記，有共同財產制、分別財產制登記，通常前來辦理登記者，大都為分別財產制登記。

### 行政系統
院長為法官兼任，除綜理法院全部行政業務外，並兼辦審判業務。
書記處置書記官長一名，承院長之命處理行政業務，並指揮監督書記處之一切業務。書記處下分設民事紀錄科、刑事紀錄科、家事紀錄科、少年紀錄科、行政訴訟紀錄科、民事執行紀錄科、簡易庭紀錄科、文書科、研考科、資料科、總務科、訴訟輔導科及法警室等單位。此外，尚有人事室、會計室、統計室、政風室、資訊室等分別處理各該行政業務。

## 特色
- 本院轄區人口為2,818,139人（2021年8月），是中華民國所轄人口第二多的地方法院，僅次於新北地方法院（310萬人）。
- 本院為中華民國各法院中管轄最多案件的法院，案件量十分繁雜。
- 本院成立時即位於今址，是台灣至目前為止在同一院址最久的地方法院。
- 1902年，臺灣知名歷史人物廖添丁曾因竊盜三犯，被本院判處重禁錮（不須服勞役的較長期自由刑）10個月又15天。
- 1931年5月1日至1932年6月20日，創作四月望雨之名作曲家鄧雨賢於本院從事通譯之職。
- 2000年經清查發現1297冊日治時期司法文書，是最完整保存此類文書的地方法院，當中最早可溯自日治第一年的1895年。

## 曾經審理之重大案件
- 衛爾康餐廳大火國家賠償案
- 龍井女保險員分屍案
- 毒蠻牛事件
- 翁奇楠命案
- 1001229國際運毒集團主嫌案[4]

## 地址
| 名稱       | 地址                               | 電話                  |
| ---------- | ---------------------------------- | --------------------- |
| 本院       | 403601 臺中市西區自由路一段91號    | (04)2223-2311         |
| 公證處     | 427003 臺中市潭子區豐興路一段139號 | 04-25394305, 25394306 |
| 豐原簡易庭 | 427003 臺中市潭子區豐興路一段139號 | 04-25381698           |
| 沙鹿簡易庭 | 433107 臺中市沙鹿區中山路689號     | 04-26236621           |

## 交通
台中市公車
站牌名稱：地方法院（位於臺中地檢署外）
- 台中客運：8、15
- 豐原客運：51、900、202、203、270、271、276、277
- 統聯客運：75、241
- 中鹿客運：525

站牌名稱：地方法院2（位於臺中簡易庭外）
- 統聯客運：50、59

## 外部連結
- 臺中地方法院首頁 （页面存档备份，存于）（中文）（英文）
- 法院組織法 （页面存档备份，存于）.全國法規資料庫.民國 108 年 01 月 04 日